# Musée d'Art Nelimarkka
Le musée Nelimarkka (finnois : Nelimarkka-museo) est un musée situé à Alajärvi en Finlande.

## Architecture et collections
Le bâtiment accueillant le musée a été conçu par Hilding Ekelund et son inauguration a eu lieu l'été 1964.
Le bâtiment se trouve sur une parcelle du domicile du père d'Eero Nelimarkka (lui-même grand-père de l'artiste Riitta Nelimarkka).